# مادغيس
مادغيس الأبتر بن مازيغ بن كنعان بن يقشان، وقد ولد لمادغيس زحيك.

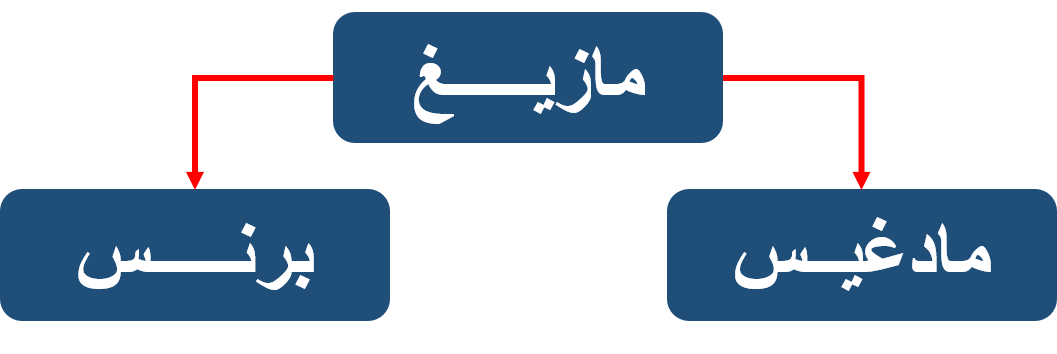
أبناء مازيغ

## في التاريخ

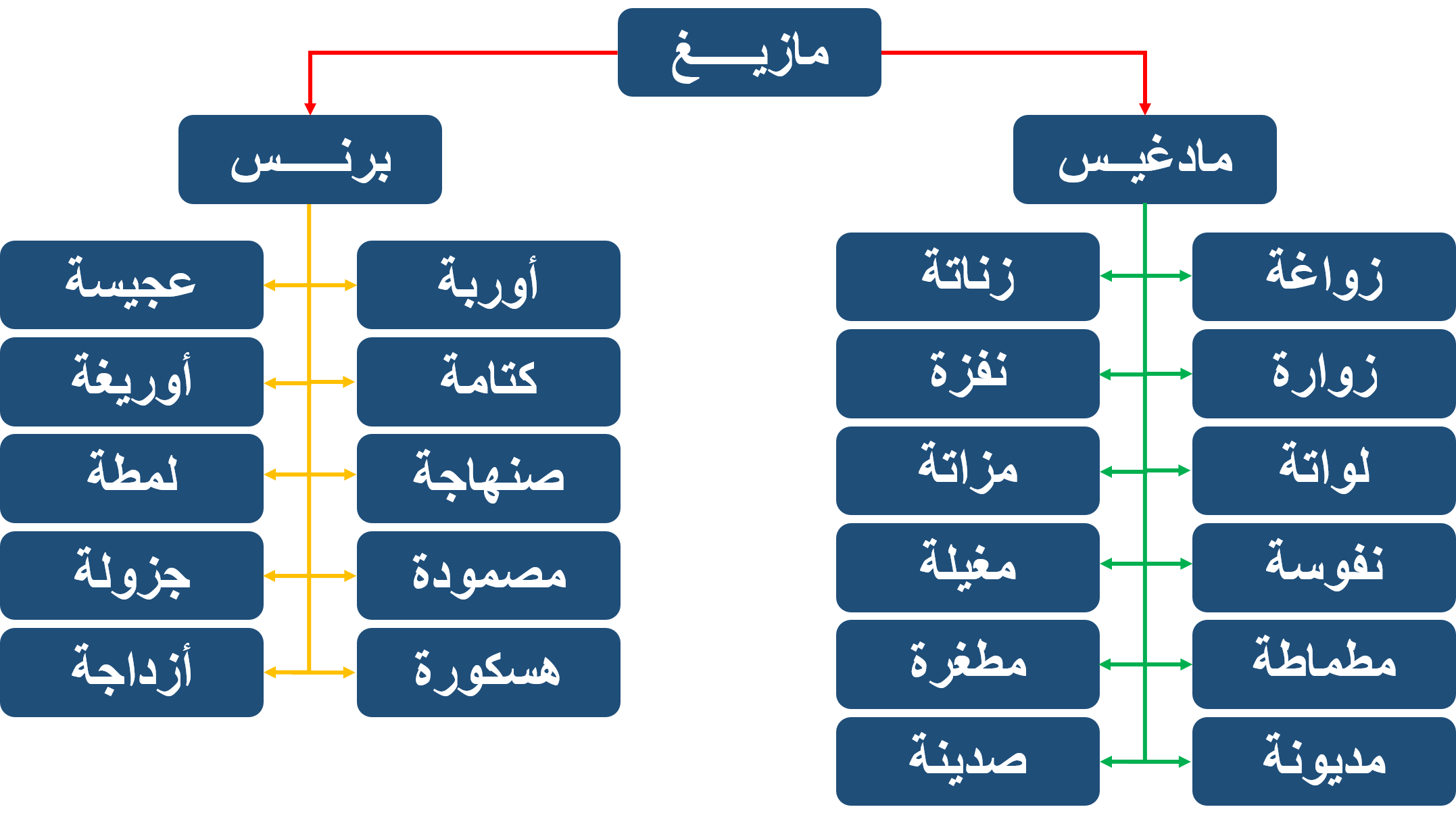
قبائل الأمازيغ

كما يذكر المؤرخ غابرييل كامبس «أن مازيغ هو الأب الأول للأمازيغ.»
يعتبر مادغيس هو جد قبائل البتر المنحدرة من إبنه زحيك وهم أمازيغ البتر
زحيك بن مادغيس بن مازيغ بن كنعان بن يقشان
كما يذكر المؤرخ اليهودي يوسيفوس أن إبراهيم وزع أبنائه في مستعمرات بعيدة عن أرض الميعاد ليبقيهم بعيدا عن ممتلكات إسحاق. وبناء على وعد الله في نشر ذريته على الأرض، سكن أبناء قطورة في مناطق «العربية الخيرة» التي تصل إلى حد البحر الأحمر.
وجدة كنعان هي قطورة حيث نجد في تاريخ الطبري، سماها قطورة بنت يقطن من الكنعانيين ثم ذكر لاحقا أنها قنطورا بنت مقطور من العرب العاربة. حيت يقول البعض أن يقشان سمى إبنه البكر كنعان تيمنا بأجداد أمه الكنعانيون.وفي القرن الثامن عشر، اعتقد بعض الكتاب أن قطورة هي أم الأفارقة واستعملوها كدلالة لشرح مقاربة الطقوس الأفريقية بالطقوس اليهودية.

## أبناؤه
- زحيك